# Friedrich Wilhelm Schindler

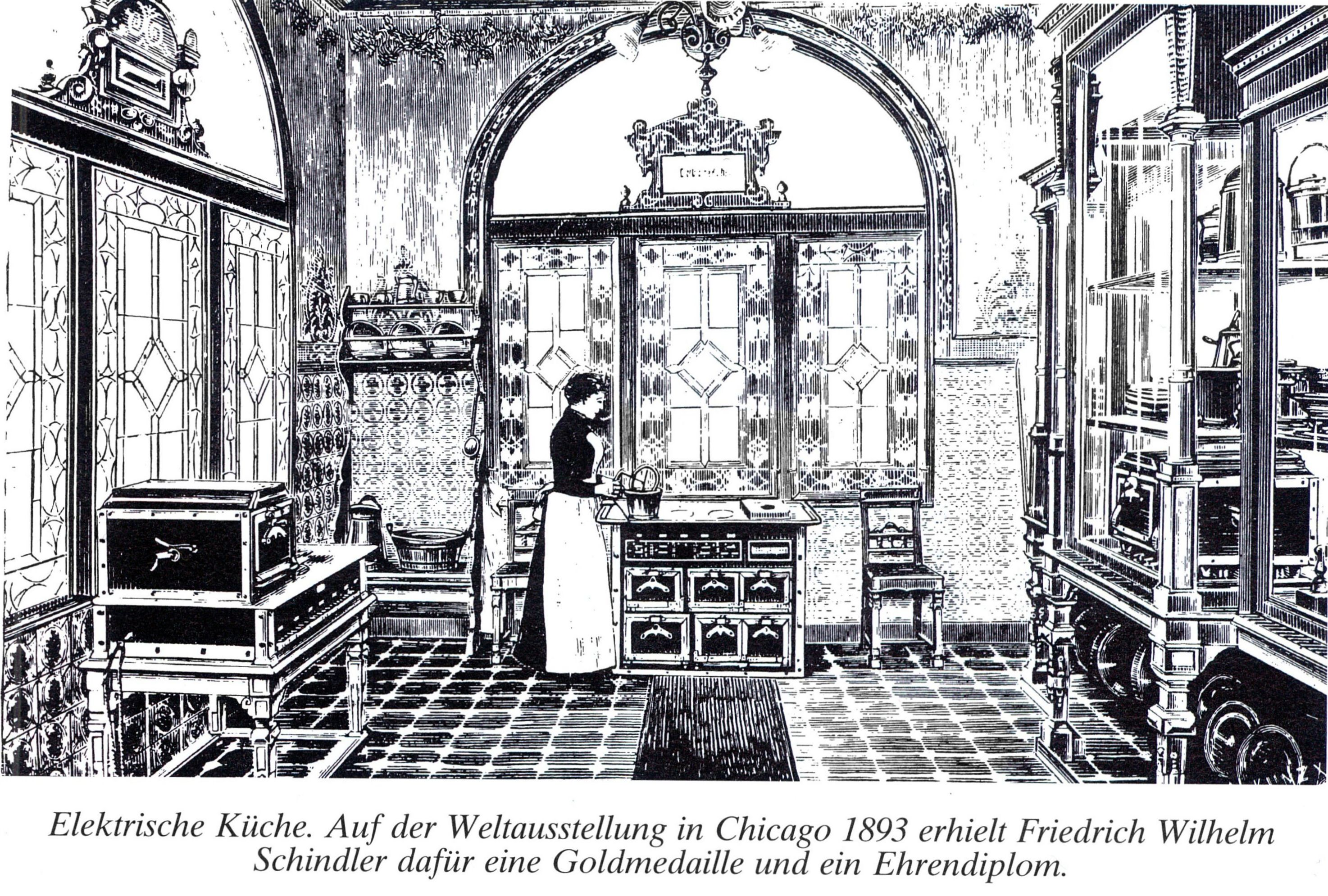
Kuchenka elektryczna Schindlera

Friedrich Wilhelm Schindler (ur. 1 czerwca 1856 w Mollis, zm. 19 listopada 1920 w Kennelbach) – austriacki przedsiębiorca i wynalazca, założyciel firmy Elektra Bregenz (obecnie w strukturach tureckiego koncernu Arçelik).

## Rodzina i wykształcenie
Pochodził z rodziny przemysłowców. Był synem fabrykanta tekstylnego i malarza Samuela Wilhelma Schindlera i Elisabeth Jenny. Miał brata przemysłowca Kosmę Schindlera. Jego wujem był polityk Dietrich Schindler, a dalekim krewnym XIX-wieczny przemysłowiec Samuel Schindler. Ożenił się w 1887 roku z Marią Vereną Jenny, córką polityka i przedsiębiorcy Petera Jenny, współpracującego z rodziną Schindlerów. Mieli córkę rzeźbiarkę Annę Małgorzatę Schindler oraz syna Friedricha Petera (Fritza). Zamieszkiwali w znanej, zabytkowej Villi Grünau.
Uczęszczał do szkół w St. Gallen oraz Lozannie. Następnie uczył się w Livorno, gdzie zdobył wykształcenie kupieckie. Potem studiował we Francji i Anglii. Po powrocie do Austrii pracował w rodzinnej przędzalni.

## Działalność
W 1888 wraz z bratem Kosmą został współudziałowcem zakładu Spinnerei Schneider & Jenny, po rezygnacji ojca z prowadzenia działalności gospodarczej. W 1909 z powodów zdrowotnych musiał się jednak wycofać z funkcji kierowniczej. Bardziej niż przemysłem tekstylnym interesował się elektrycznością.
Prowadził pionierskie działania nad gospodarczym wykorzystaniem elektryczności i zdobyczy elektrotechniki. W 1881 po wystawie światowej w Paryżu zakupił generator Edisona i uruchomił w Kennelbach pierwszą w Austrii żarówkę oraz pierwszy generator prądu. Trzy lata później jego przędzalnia otrzymała oświetlenie elektryczne, jako pierwszy zakład produkcyjny w Austrii. W 1891 zaczął produkować prąd, a od 1901 zaczął zaopatrywać w elektryczność swoje miasto w celu oświetlenia ulic. Zelektryfikował także siedzibę rodzinną – Villę Grünau.
W celu zaopatrywania miasta Bregencji w elektryczność, postawił w 1902 roku zakład w pobliskim Rieden (obecnie część Bregencji) i uzyskał koncesję na budowę instalacji elektrycznych. W 1907 utworzył zakład elektryczny Jenny & Schindler Elektrowerken. Rok później zbudował siłownię w Andelsbuch, która stała się największą hydroelektrownią w ówczesnej monarchii austro-węgierskiej. Przy ich rozbudowie zatrudnił Gabriela Narutowicza. W 1916 roku Jenny & Schindler Elektrowerken przekształcono w największy zakład elektryczny w regionie Vorarlberg – Vorarlberger Kraftwerke. Schindler miał więc znaczący udział w elektryfikacji tyrolskiej części Austrii.
Na światowej wystawie w Chicago w 1893 roku wystawił pierwszą na świecie kuchenkę elektryczną, za którą otrzymał złoty medal. Jako jeden z pierwszych w Europie wpadł na pomysł używania elektryczności do domowego gotowania, pieczenia i podgrzewania wody. W 1898 utworzył firmę "Elektra", zwaną od 1901 roku Elektra Bregenz. Interesował się także kolejami zębatymi. Podłączył ogrzewanie podłogowe w kościele ewangelickim w Bregencji. Opatentował liczne wynalazki wykorzystywane w urządzeniach elektrycznych, np. kaloryfer (piec) szamotowy, czajnik elektryczny, kawomat, aparat do sterylizacji, piecyk elektryczny (prodiż), żelazko elektryczne.